# Eurystaura albipuncta
Eurystaura albipuncta är en fjärilsart som beskrevs av Sergius G. Kiriakoff 1968. Eurystaura albipuncta ingår i släktet Eurystaura och familjen tandspinnare. Inga underarter finns listade i Catalogue of Life.